# Климент Смолятич
Климе́нт (Смоля́тич) (Клим Смолятич, Климентій Смолятич, ? — після 1164) — митрополит Київський та всієї Руси, автор Послання й інших творів, що не дійшли до нас.

## Біографія
Деякі історики припускають, що за походженням зі Смоленська. Проте, припущення, що Клим був білорусом, зі Смоленська — безпідставне: «Смолятич» не визначає походження з Смоленська; це радше прізвище за професію (Смоляр) або за ім'ям батька (Смола). Чернець Зарубського монастиря (на Київщині). Був ставлеником великого князя київського Ізяслава Мстиславича, з ініціативи якого в 1147 році Климент без участі Константинопольського патріарха, одним Собором Руських Єпископів, був зведений у Київські митрополити 27 червня 1147 року. Він став третім русином на кафедрі після Митрополитів Іларіона та Єфрема II. У той час Київська митрополія була митрополією Константинопольського патріархату, тому два єпископи — смоленський Мануїл (грек) і новгородський Ніфонт (колишній печерський монах) протестували проти поставлення Климента без санкції Патріарха.
Це був час загострення князівських усобиць; Климент розділив із князем Ізяславом його політичну долю: коли 1149 року Ізяслав був вигнаний з Київського столу Юрієм Довгоруким і втік у свою родовий уділ Володимир-Волинський, разом з ним змушений був залишити Київ і Климент. Після того, як Ізяслав повернув собі Київське князівство, Климент теж повернувся до Києва. Після смерті Ізяслава Мстиславича, коли великим князем став його рідний брат Ростислав Мстиславич, Костянтин залишався на митрополії; але 1155 року київський стіл знову зайняв Юрій Довгорукий, і Климент був переведений у Володимир-Волинський.
Юрій Долгорукий з почестями зустрів присланого з Царгорода митрополита-грека Костянтина. Інформація, що він прокляв Климента і заборонив до служіння тих священиків і дияконів, що були рукоположені ним, навряд чи відповідає дійсності. Хоча стосунки між двома митрополитами були напруженими.
Климент ще двічі мав шанс повернутися на митрополію. Після смерті Юрія Долгорукого, коли діти Ізяслава Мстиславича покликали на Київський стіл свого дядька, Ростислава Мстиславича, вони відстоювали перед Ростиславом кандидатуру Климента. Але Ростислав Мстиславич вважав, що в Києві мав залишатися митрополит Костянтин. Тим часом митрополит Костянтин помер, і по обопільному рішенню князів вирішено було просити нового ставленика в Константинополі, що незабаром і прибув на Русь. 1163 року, після смерті митрополита-грека Феодора, вже сам великий князь Ростислав Мстиславич хотів зробити Климента митрополитом, заради чого посилав посольство в Константинополь; але на шляху у Візантію руські посли зустріли нового митрополита-грека, що йшов на Русь з почтом, і змушені були повернутися назад. Князь Ростислав, задобрений багатьма дарунками царегородців, відмовився від свого задуму. Право поставляти на Русь митрополитів залишилося за Константинопольським патріархом. Відтоді руські літописи перестають згадувати про Климента, подальша доля його невідома.

## Творчість
Від Климента дійшло велике Послання до смоленського пресвитера Фоми («Послание, написано Климентом, митрополитом рускым, Фоме прозвитеру, истолковано Афонасием мнихом»). Цей твір переконує нас у тому, що літописні характеристики Климента як людини вченої і філософа («бысть книжник и философ так, якоже в Руской земле не бяшеть», Іпатіївський літопис під 1147 роком) були цілком справедливі. Зі змісту Послання можна зрозуміти, що пресвітер Фома докорив Клименту у тому, що він марнославиться своєю вченістю, і, можливо, навіть у зайвій ученості. У відповідь Климент обрушив на свого адресата цілий потік алегоричних тлумачень тексту Священного писання, доводячи необхідність їхнього збагнення для духовного виховання християнина. З часів виникнення у Візантії на зорі християнства Александрійської школи богослов'я християнська культура продовжувала розробляти алегоричний метод розуміння біблійної священної історії, що полягає в тому, що подія, що здійснилася в часі, розумілося як іносказання про зміст, що перебуває поза часом. З Послання Климента видно, що його автор пройшов гарну школу візантійської освіченості, і цілком володів алегоричним методом тлумачення Священного писання.
Про адресата Климента, смоленського пресвітера Фоми, відомо тільки те, що дає контекст Послання. Він був смолянином і наближеним смоленського князя, яким, судячи з часу написання листа, мав бути не хто інший, як князь Ростислав Мстиславич (Смоленський), майбутній великий князь Київський. Очевидно, знайомство Климента із князем Ростиславом було довгим і давнім, тому що Климент називає смоленського князя своїм «напрьсным» (тобто прісним) паном. Примітно, що Климент посилається на якесь своє «писання» до цього князя, що стало відомо пресвітерові Фомі. Можливо, Климент якимось чином зачепив у цьому «писанні» Фому; можливо, це був давній його опонент.
Фрагмент листування, що дійшов до нас, між князем, Климентом і пресвітером Фомою дає нам уявлення про існування на Русі відкритої літературно-богословської полеміки між князівськими дворами, у якій брали участь цілі суспільні верстви на чолі з князями: недарма Климент читав отримане ним від Фоми послання «пред многими послухи и пред князем Изяславом»; можливо, і Фома в такий же спосіб був ознайомлений з «писанням» Климента до його князя.
Послання дійшло до нас не в первісному вигляді, а, як видно з заголовка, з нашаруванням тлумачень якогось ченця Афанасія, про якого нічого не відомо. Однак текстологічний і джерелознавчій аналіз дозволяє припускати, що цей послідовник Климента був, усього скоріше, його молодшим сучасником, що тлумачив послання через років 20 після його створення; у всякому разі він жив не пізніше XIII в.

### Список творів
- «Посланіє Фомі пресвітерові» (Послание, написано Климентом, митрополитом рускым, Фоме прозвитеру, истолковано Афонасием мнихом)
- Послання до князя Ростислава Мстиславича Смоленського (не збереглось)

### Видання творів
- Никольский Н. О литературных трудах митрополита Климента Смолятича, писателя XII века. СПб., 1892;
- Лопарев X. Послание митрополита Климента к смоленскому пресвитеру Фоме — неизданный памятник литературы XII века. СПб., 1892 (ПДПИ, № 90);
- Послание Климента Смолятича / Подг. текста, перевод и комм. В. В. Колесова // ПЛДР; XII век. М, 1980. С. 282—289, 658—660;
- Послание митрополита Климента Смолятича пресвитеру Фоме // Эпистолярное наследие Древней Руси. С. 94—148.